# عیاش (هویزه)
عیاش (هویزه)، روستایی در بخش مرکزی شهرستان هویزه در استان خوزستان ایران است.

## جمعیت
این روستا در دهستان هویزه قرار دارد و براساس سرشماری مرکز آمار ایران در سال ۱۳۸۵، جمعیت آن ۵۶ نفر (۹خانوار) بوده‌است.